# تيني (مغنية)
مارتينا تيني ستوسيل المعروفة باسم تيني (بالإسبانية: Tini) (مواليد 21 مارس 1997) هي مغنية، كاتبة أغاني، ممثلة، راقصة وعارضة أرجنتينية بدأت مشوارها في التمثيل في عام 2007 وأشتهرت لدورها في مسلسل فيوليتا (2012 -2015).

## روابط خارجية
مارتينا ستوسل على موقع IMDb (الإنجليزية)
- مارتينا ستوسل على موقع ألو سيني (الفرنسية)
- مارتينا ستوسل على موقع ميوزك برينز (الإنجليزية)
- مارتينا ستوسل على موقع أول موفي (الإنجليزية)
- مارتينا ستوسل على موقع أول ميوزيك (الإنجليزية)
- مارتينا ستوسل على موقع ديسكوغز (الإنجليزية)
- مارتينا ستوسل على موقع ديسكوغز (الإنجليزية)
- مارتينا ستوسل على موقع قاعدة بيانات الفيلم (الإنجليزية)
- مارتينا ستوسل على موقع كينوبويسك (الروسية)